# Stade municipal de San José
Le Stade municipal de San José (en espagnol : Estadio Municipal de San José), était un stade de football espagnol situé à San José, quartier de la ville de Lorca, dans la région de Murcie.
Le stade, doté de 6 000 places et inauguré en 1951 puis démoli en 2003, servait d'enceinte à domicile aux équipes de football du Lorca Deportiva Club de Fútbol et du Lorca Promesas Club de Fútbol.

## Histoire

### Projet de stade
En 1947 se forme le Conseil des sports de la ville de Lorca, formant son premier conseil d'administration deux ans plus tard, le 22 mars 1949, sous la présidence de Francisco Artés Carrasco.
Dans les années 1940, le seul terrain de la ville était situé à côté de l'Institut José Ibáñez Martín, mais l'enceinte n'était pas adaptée pour accueillir des matches de compétition officiels. Le 16 mars 1950, le conseil d'administration se réunit alors et accepte de commencer la construction d'un nouveau stade, en achetant un terrain pour celui-ci dans le quartier de San José. Le projet est estimé à environ 300 000 pesetas de l'époque.

### Stade municipal
Une fois les travaux terminés en 1951, la municipalité le loue alors au club du CD Lorca pour la somme de 30 000 pesetas annuels.
Il est inauguré le 28 octobre 1951 lors d'une victoire en amical 6-1 des locaux du CD Lorca sur le CD Pinosense de Alicante.
Le CD Lorca evolue au stade dans des catégories régionales jusqu'à sa disparition en 1966. Le stade municipal reste alors sans club domicile fixe pendant trois ans.
En 1969, le CF Lorca Deportiva est reformé et réoccupe alors le stade pour ses matchs à domicile.
En 1971, le terrain, jusqu'alors en terre battue, est remplacé par une pelouse. Le nouveau gazon est inauguré lors d'une rencontre amicale entre le CF Lorca Deportiva et le Real Madrid (victoire finale 7-0 des madrilènes).
En 1973 est construite une nouvelle tribune, peinte en bleu et blanc (couleurs du club local), et des tours d'éclairage sont installées pour les matchs nocturnes. Le 20 août de la même année, ces nouvelles installations sont inaugurées lors d'un match amical contre le Real Murcie.
En 1984, le CF Lorca Deportiva est promu en deuxième division, et à la fin des années 1980, l'Oxford United se rend à San José pour disputer un match amical, étant le premier club étranger à disputer une rencontre au stade.
En 1991, par décision du conseil municipal, le CF Lorca Deportiva se voit contraint de partager le stade avec le Lorca Promesas CF. De 1992 à 1994, les deux clubs de troisième division alternent alors leurs matchs à domicile au stade chaque semaine.
En 1994, le CF Lorca Deportiva est dissous, et le Lorca Promesas fusionne avec l'UD Lorca pour former le Lorca CF, qui occupe alors le stade jusqu'en 2002, année où le conseil municipal considère alors le stade de San José obsolète. Sous la direction du maire de l'époque, Miguel Navarro, la municipalité signe un accord de développement urbain avec une série d'hommes d'affaires pour la construction d'un nouveau stade. En échange, ces hommes d'affaires gardent le terrain de San José pour leur exploitation. En 2002, avec l'inauguration prochaine du nouveau stade, le Lorca CF disparaît, et est refondé sous le nom de Lorca Deportiva CF (qui devient donc le dernier club de Lorca à jouer pour le San José). 
Le 9 mars 2003, lors de la 27e journée de la ligue, le dernier match de l'histoire se joue à San José, avec une victoire 2-1 du Lorca Deportiva CF sur le Caravaca CF. Le lendemain commence la démolition du stade.